# Szilárd hely

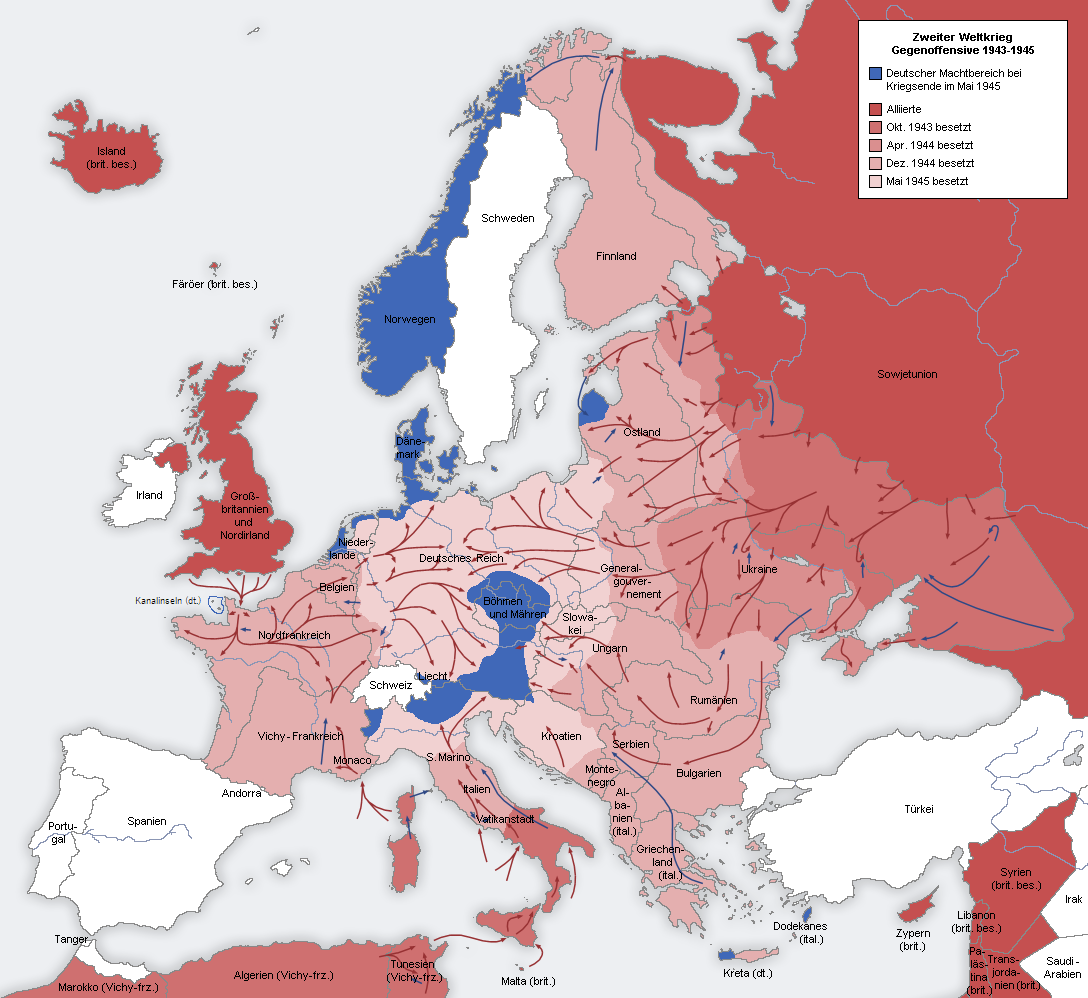
A háború lefolyása 1943–1945

Az erődnek a szinonimája volt a „szilárd hely” a 19. században. A második világháború (1939–1945) során Adolf Hitler a fogalmat újradefiniálta: olyan helyek, amiket hadműveleti szempontból, mint közlekedési csomópontokat rendkívül szívósan kellett megvédeni, még abban az esetben is, ha ez a bekerítésükbe került. A „szilárd helyek” koncepciója, amit 1944 márciusában hívtak életre, nem vált be és a Wehrmacht nagyobb veszteségeinek forrásává lett.

## A „szilárd helyek” koncepciója
1943 nyarának csatái a Szovjetunióban a Munkás-paraszt Vörös Hadsereg sikerét hozták, a Wehrmacht csapatai hátráltak.
A szovjet csapatok Fehéroroszország határáig jutottak el és visszafoglalták Ukrajna nagy részét is. A frontvonal közeledett a megszállt Lengyelország területéhez. Ennek az előnyomulásnak a fenntartásához Hitler 1944 márciusának elején úgy gondolta , hogy „szilárd helyekre” van szükség. Ő ezen olyan helyeket értett, amelyek helyzetüknél fogva logisztikai csomópontok és így operatív, sőt még stratégiai jelentőséggel is bírnak. Az ellenségnek ezeket a helyeket előbb el kell foglalnia, csak azután folytathatja előnyomulását, mindaddig nem rendelkezhet fontos közlekedési csomópontokkal:
A „szilárd helyek” szükségszerű feladata azonos a korábbi erődítmények feladatával. Meg kell akadályozzák, hogy az ellenség ezeket az operatív szempontokból fontos csomópontokat birtokba vehesse. Hagyniuk kell, hogy az ellenség bekerítse őket és ezzel sok ellenséges erőt le kell kötniük. Ezzel létrehozzák a sikeres ellencsapások előfeltételeit.
A parancs nem említi, de volt egy másik fontos oka a „szilárd helyek” megalkotásának, amit később Ernst Busch vezértábornagy (1885–1945) elismert. Ezek politikai és propaganda okokból is szükségesek voltak. Nagyobb, a világ számára is ismert városok megtartása , bár hadászati szempontokból logikátlan volt, politikaiakból fontosak voltak. A „szilárd helyek” tehát egyúttal presztízs tárgyát is képezték.

## A „szilárd helyek” szervezése

A 29 „Festen Plätze=szilárd hely”

Szervezési szempontok szerint a „szilárd helyek” fölött a helyileg illetékes hadseregcsoport főparancsnoka rendelkezett. Ők taktikai okokból alárendelhették e helyeket egy hadsereg törzsének. Minden más döntés meghozatalához előbb a Wehrmacht főparancsnoksága engedélyére volt szükség. Így tehát egy adott „szilárd hely” csak akkor volt feladható, a hadseregcsoport főparancsnoka ezt engedélyezte és neki is ki kellett kérnie Hitler kifejezett beleegyezését ehhez.
Megkívánt volt, hogy „szilárd helyek” élén tábornokok álljanak és „erre kiválasztott, rendkívül kemény katonák”, akiknek feladata lényegében „harcálláspontjukat minden lehetséges eszközzel, szívósan megvédeni és ezáltal a frontszakaszon a harc sikerességét biztosítani.” Továbbá: „A szilárd hely parancsnokának tiszti becsülete csorbul, ha nem teljesíti végsőkig feladatait.” Mindenki – aki az adott helyen tartózkodik - az alárendeltje, személyek, katonák, civilek. A katonai büntetőjogi hatalom birtokosa volt, ehhez repülő hadbíróság és rögtönítélő bíróság állt rendelkezésére.
Otto Lasch (1893–1971), gyalogos tábornok példája annak, milyen felelősséggel bírt a parancsnok. Ő, aki a Königsberg „erődítmény” parancsnoka volt és 1945. április 10-én engedély nélkül kapitulált (lásd Kelet-poroszországi csata). Távollétében emiatt akasztásra ítélték el és családját túszul vették. A tábornok lányát azonnal letartóztatták.
Minden „szilárd helyet” elláttak egy állandó biztonsági állománnyal , amely a karbantartást végezte a védelmi rendszeren és védte az objektumot a meglepetésszerű támadások ellen. Amennyiben a helyet veszély fenyegette, további csapaterősítéseket kapott, ezzel az állomány kiegészült a teljesre. Ezt az erőt a mindenkori hadseregcsoport parancsnoka határozta meg.

## A koncepció végrehajtása
Az 1944. március 8-i Führer-rendelkezés egyetlen aktussal 29 helyet jelölt meg „szilárd helyként” (lásd a térképet). Ezen kívül a hadseregcsoport törzskarait, melyeknek hatáskörzetébe ezek tartoztak, felszólították arra, tegyenek további javaslatokat lehetséges „szilárd helyekre”. Az egyes helyeken általában egy megerősített zászlóalj míg a biztonsági állománytés a teljes állományt két divízió alkotta (sőt Vityebszk esetében három). Egyedül a Közép Hadseregcsoportnál (Heeresgruppe Mitte) ez 21 divízió lekötését jelentette. Ez vitára vezetett a frontparancsnokok törzsei között. A Közép Hadseregcsoport törzsfőnöke, Hans Krebs altábornagy (1898–1945) már március 15-én felszólalt egyik feljegyzésében a „szilárd helyek” ellen. Azzal indokolt, hogy a szükséges csapatok, építőanyag és műszaki alakulatok hiányára fog vezetni a fronton ez az elképzelés, továbbá a szűkös lőszerellátás nem engedi meg azt, hogy tartalékot helyezzenek el a „szilárd helyeken” és hiány van tisztekben is ahhoz, hogy az erődítmények törzsét felépíthessék és végül, hogy így a partizánok leküzdéséhez szükséges erőt ezek lekötik. Egyébként is sok parancsnok kétkedéssel fogadta azt, hogy ezek a „szilárd helyek” valóban komolynak tekinthető ellenséges erőket tudna lekötni. Ők kiálltak amellett, hogy meg kell rövidíteni inkább a frontot, hogy így mozgó tartalékot és rugalmas védelmet hozva létre az ellenséges támadásokat a térségben végzett szabad műveletekkel kivédhessék. Az utóbbi gondolatot mint „szamárságot” Hitler lesöpörte az asztalról. Kijelentette, elmúlt annak az ideje, hogy nagyívű hadműveleteket lehessen csinálni a keleti fronton, immár „csak a makacs ellenállás jöhet számításba.”
| Az 1944 március 8-i Führer-parancs 29 helyet jelölt meg „szilárd helyként” (A nevek írását így tartalmazza az eredeti 11-ik Führer-parancs):                          | Az 1944 március 8-i Führer-parancs 29 helyet jelölt meg „szilárd helyként” (A nevek írását így tartalmazza az eredeti 11-ik Führer-parancs):                                        |
| --- | --- |
| 1. Reval 2. Wesenberg 3. Jewi 4. Dorpat 5. Pleskau 6. Ostroff 7. Opocska 8. Rositten 9. Polozk 10. Witebsk 11. Orsa 12. Mogilew 13. Borissoff 14. Minszk 15. Bobruisk | 16. Sslusk 17. Luniniec 18. Pinszk 19. Kovel 20. Brody 21. Tarnopol 22. Proskuroff 23. Shmerinka 24. Winniza 25. Umany 26. Nowo Ukrainka 27. Perwomaisk 28. Wosnessek 29. Nikolajew |

Alig néhány héttel Hitler utasításának megjelenése után kérdésessé vált a koncepció végrehajthatósága. 1944. március 9-én benyomultak a szovjet csapatok az ukrán Tarnopolba, amit csak néhány napja készítettek fel a védelemre. A rá következő napon ezt „szilárd helynek” nyilvánították. Ennek nyomán ugyan előbb még sikerült visszaszorítani a Vörös hadsereget, egyidejűleg a várost azonban körbefogták március 23-án. Előző reggel még ezt jelentette a parancsnok: „Továbbá jelentem, hogy a lőszertartalékunk nem elégséges ahhoz, hogy megfeleljenek egy szilárd hely követelményeinek. Hasonlóan a kiépítettsége befejezetlen […] Tarnopolt emiatt nem lehet valóban szilárd helynek tekinteni, szükséges feltételek hiányzanak ehhez.” Ennek ellenére Hitler visszautasította a városnak a déli hadseregcsoport által sürgetett feladását. A 4600 fős állományt a német légierő hiányos kapacitásai miatt a teherszállító gépekkel sem lehetett a levegőből ellátni úgy, ahogyan az a Wehrmacht 1. páncélos hadserege ugyancsak körülzárt csapataival ment.
Tartalékkal együtt, kitörési kísérletek és súlyos harcok után, melynek során csaknem az egész város teljesen lerombolt lett, csak 55 katona tudott végül visszatérni 1944. április 16-án a német vonalakhoz. A helyi parancsnokok arra a meggyőződésre jutottak, hogy a veszteség emberben és anyagban egyáltalán nem volt arányban az operatív sikerrel. Hitler ezzel szemben azon a véleményen maradt, hogy a koncepció bevált, mert időnként négy szovjet zászlóaljat lekötött. Sőt elhatározta, hogy a többi „szilárd helynek” minimum egy zászlóaljnyi legyen az állománya.  Mint később más esetekben is , a német propaganda a Tarnopol körüli harcokat sikerként tüntette fel. A „Völkischer Beobachter” így írt: „Páncolosok összecsapásában az ellenséget, amely a tartalék támadásának kétségbeesetten ellenállt, igen keményen megvertük, így a csapatok városból kitörő része sikeresen elérte vonalainkat.”
Később 1944 nyarán ez a hadműveleti magatartás lett a fő oka a Közép Hadseregcsoport (→ Bagratyion hadművelet) teljes összeomlásának. Egyedül ebben a hadműveletben 13 német divíziót kerített be és morzsolt fel néhány nap alatt a Vörös hadsereg, miközben azok megpróbálták tartani a „szilárd helyeket”. Ezzel szemben az Atlanti óceán kikötőinek védelme lényegesen meg tudta nehezíteni a nyugati szövetséges haderők ellátását, mert az ottani terep a védekezést megkönnyítette és a szövetségesek hadi fölénye sem volt olyan extrém nagy, mint a Vörös hadseregé a Wehrmacht szovjet frontjain. A háború későbbi szakaszában az „erődítményekként” deklarált objektumok mind nagyobb kiterjedésűek lettek. Így például Kurlandot (1944) és Kelet-Poroszországot (1945) elvágták azzal a feladattal, hogy ellenséges erőket kössenek magukhoz. Ezek elszigetelt helyzetükben teljesen magukra maradtak. Csaknem valamennyi ilyen döntés ellen panaszt emeltek az érintett hadseregcsoportok főnökei, de teljesen hiábavalóan.
| Nincs lista a később létrehozott „szilárd helyekről”, mivel ezek gyakran vagy hirtelen elhatározással lettek ilyenné deklarálva, vagy pedig egyszerűen „erődítmény” nevet kaptak. Ennek ellenére ismertek a következő helyek: | Nincs lista a később létrehozott „szilárd helyekről”, mivel ezek gyakran vagy hirtelen elhatározással lettek ilyenné deklarálva, vagy pedig egyszerűen „erődítmény” nevet kaptak. Ennek ellenére ismertek a következő helyek: |
| --- | --- |
| 1. Brest-Litowsk 2. Vilnius 3. Belzig 4. Berlin 5. Breslau 6. Brest 7. Cherbourg 8. Eichsfelder Pforte 9. Elbing 10. Fritzlar 11. Gironde 12. ’s-Hertogenbosch                                                                | 13. Karlsruhe 14. Kolberg 15. Korsika 16. Küstrin 17. Lublin 18. Nordhausen 19. Posen 20. Thüringen Ost 21. Königsberg 22. Olmütz 23. Brünn 24. Prag 25. Budapest                                                             |

## Értékelés
Mind a felelős katonai szervek, mind a történészek egyetértően negatívnak ítélik meg a koncepciót. Karl-Heinz Frieser később úgy definiálta át a „szilárd helyeket”, hogy azok „emberi csapdák”, mert bekerítésük és megsemmisítésük előre látható volt. A fronton küzdő csapatokra lélektanilag rendkívül negatív hatással bírtak. A 18-as légelhárító divízió parancsnoka 1944 augusztusában a tapasztalatait tartalmazó jelentésében kifejtette, hogy már magában a „szilárd hely” fogalmát a halállal, vagy a fogságba eséssel asszociálták a katonák, ami az úgynevezett „csapda pszichózishoz” vezetett.
Ténylegesen a „szilárd helyek” számára szükséges eszközök részleges hiánya mutatta meg a koncepció legnagyobb gyengéit. A helyeket anélkül választották ki, hogy tekintettel lettek volna a jellemzőikre, a környező terepadottságokra, úgyhogy egyes esetekben ezek a védelem szempontjából teljesen alkalmatlanok voltak. Tarnopolnak például nem volt egyáltalán erődítménye, Kovel pedig csak elöregedettel rendelkezett. Emiatt a szükségesnél lényegesen nagyobb csapatlétszámokat kellett betervezni, amely mellett már ezek megtartása katonailag nem hozott nyereséget. Erich von Manstein vezértábornagy később így nyilatkozott erről: „Szilárd helyek erődítés nélkül és kényszerűen nem elégséges létszámmal szükségszerűen, előbb, vagy később anélkül kellett hogy az ellenfél kezére jussanak, hogy eközben a számukra kigondolt katonai funkciókat elérhették volna.”
A „szilárd helyek” Hitlertől származó katonai védelmi koncepcióját, amit Hitler később is követett, Percy Ernst Schramm (1894–1970) hadtörténész így jelölte meg: „Hullámtörő - doktrína”. Végkövetkeztetése, hogy Hitler alapötlete, mely szerint az ellenféltől e „szilárd helyek” bekerítése több erőt kíván meg, mint amennyit a német haderőnek kell befektetnie, nem volt minden esetben megalapozott. „A Vörös Hadsereg vonatkozásában pedig rossz számítás volt, mivel az a keleti német haderővel szemben mindenképp fölényben volt.” Abból ki lehet indulni, hogy Hitler elképzelése az volt ezekkel az „erődökkel” és „szilárd helyekkel”, hogy azok a hadiszerencse fordultával a jövő támadó hadműveleteinek bázisa lesz.

## Fordítás
- Ez a szócikk részben vagy egészben a Fester Platz című német Wikipédia-szócikk ezen változatának fordításán alapul.  Az eredeti cikk szerkesztőit annak laptörténete sorolja fel. Ez a jelzés csupán a megfogalmazás eredetét és a szerzői jogokat jelzi, nem szolgál a cikkben szereplő információk forrásmegjelöléseként.